# Hoedillus sexpunctatus
Hoedillus sexpunctatus är en spindelart som beskrevs av Simon 1898. Hoedillus sexpunctatus ingår i släktet Hoedillus och familjen taggfotsspindlar.
Artens utbredningsområde är Guatemala. Inga underarter finns listade i Catalogue of Life.